# Allison Adler
Allison Beth Adler (Montreal, 30 de mayo de 1967) es una productora de televisión y escritora nacida en Canadá y nacionalizada estadounidense, más conocida como la cocreadora de Supergirl, The New Normal y su trabajo en Chuck y Family Guy.

## Carrera
Adler comenzó su carrera trabajando en una serie de televisión llamada Veronica's Closet en 1997. De 2001 a 2002, Adler produjo 13 episodios de Family Guy y 16 episodios de Just Shoot Me!; además fue la productora supervisora ende nueve episodios de Still Standing. Fue coproductora ejecutiva en varios programas, incluyendo Life As We Know It, Women of a Certain Age y Emily's Reasons Why Not.
Adler fue la productora de la serie Chuck entre 2007 y 2010. En 2011 se convirtió en parte del equipo de redacción de Glee a partir de la tercera temporada. Allison y el creador de Glee, Ryan Murphy, crearon The New Normal, proyecto en el que trabajó hasta que fue cancelado en mayo de 2013.
En 2015, Adler ideó la serie Supergirl junto a Greg Berlanti y Andrew Kreisberg. El programa se basa en la prima de Superman, Kara Zor-El. Después de dos temporadas, en 2017 Adler dejó el equipo de producción de Supergirl a tiempo completo para firmar un acuerdo de desarrollo con CBS Studios.

### Vida personal
Adler nació en la ciudad canadiense de Montreal, Quebec, en el seno de una familia de origen judío. Su abuelo y su padre fueron sobrevivientes del Holocausto oriundos de Rumania.
Adler es abiertamente lesbiana. De 2001 a 2011 tuvo una relación con la actriz Sara Gilbert, popular por interpretar a Leslie Winkle en la serie The Big Bang Theory. Tienen dos hijos, Levi Hank (2004) y Sawyer Jane (2007).